# Gigabit Ethernet
Gigabit Ethernet (GbE, 1 GigE lub Gigabit LAN) – termin określający wiele standardów transmisji ramek Ethernetowych z szybkością 1 Gbit/s.

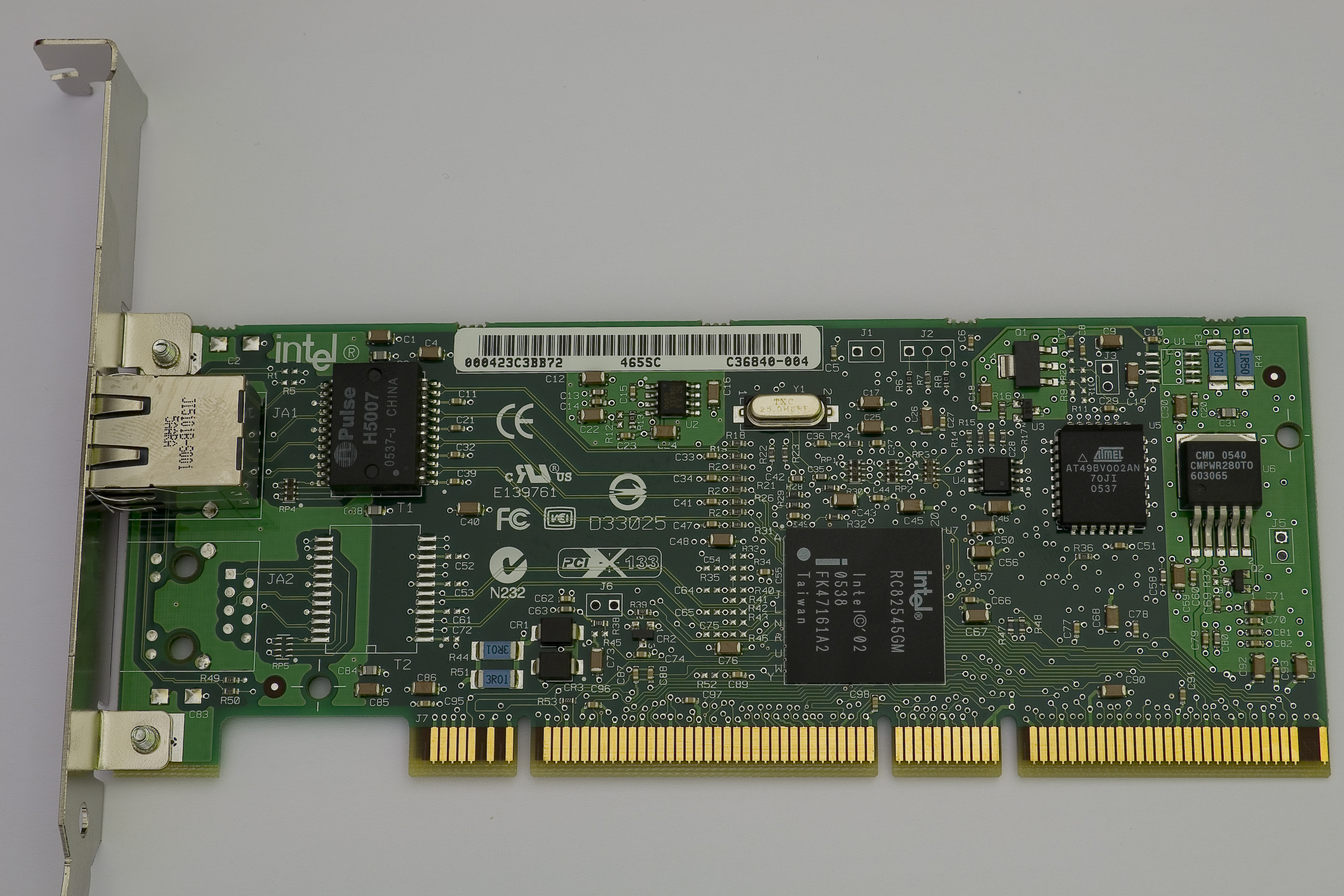
Karta PCI-X obsługująca 1000BASE-T

## Historia
Dzięki badaniom przeprowadzonym przez Xerox Corporation w latach siedemdziesiątych XX wieku, Ethernet stał się najbardziej popularnym protokołem warstwy fizycznej i łącza modelu ISO/OSI. Fast Ethernet zwiększył prędkość sieci z 10 do 100 Mbit/s, natomiast Gigabit Ethernet zwiększył ją do 1000 Mbit/s. Początkowy standard dla gigabitowego Ethernetu został stworzony w IEEE w czerwcu 1998 jako IEEE 802.3z. 802.3z jest często zastępowany nazwą 1000BASE-X, gdzie -X oznacza -CX, -SX, -LX, albo (niestandardowe) -ZX.
IEEE 802.3ab, ratyfikowany w 1999, definiuje standard Gigabit Ethernet przesyłany przez kable UTP kategorii 5 lub 6 i stał się znany pod nazwą 1000BASE-T. Z ratyfikacją 802.3ab, Gigabit Ethernet stał się dostępny dla zwykłych ludzi, gdyż można go używać korzystając z dotychczasowej infrastruktury sieciowej.
Początkowo Gigabit Ethernet był używany w wysokowydajnych łączach sieciowych (np. w sieciach kampusowych). Wydane w 2000 roku komputery Power Mac G4 i PowerBook G4 były pierwszymi masowo produkowanymi komputerami obsługującymi standard 1000BASE-T.

## Specyfikacja
Sygnał sieci Gigabit Ethernet może być przesyłany przez wiele różnych typów medium transmisyjnych jak np. światłowód (1000BASE-X), skrętka (1000BASE-T) lub kabel koncentryczny (1000BASE-CX).
Standard IEEE 802.3z zawiera 1000BASE-SX dla transmisji przez światłowód wielomodowy, 1000BASE-LX dla transmisji światłowodem jednomodowym i praktycznie wycofany z użycia 1000BASE-CX, który używa kabla koncentrycznego.
| nazwa         | medium                                                 | zasięg     |
| ------------- | ------------------------------------------------------ | ---------- |
| 1000BASE-CX   | specjalny kabel miedziany                              | 25 metrów  |
| 1000BASE-LX   | jednomodowy, wielomodowy światłowód                    | 5 km       |
| 1000BASE-SX   | wielomodowy światłowód (długość fali: 850 nm)          | 500 metrów |
| 1000BASE-LH   | jednomodowy, wielomodowy światłowód (1310 nm)          | 10km       |
| 1000BASE-ZX   | jednomodowy światłowód (1550 nm)                       | ~ 70 km    |
| 1000BASE-LX10 | jednomodowy światłowód (1310 nm)                       | 10 km      |
| 1000BASE-BX10 | jednomodowy światłowód (1490 nm w dół, 1310 nm w górę) | 10 km      |
| 1000BASE-T    | skrętka (CAT-5, CAT-5e, CAT-6, lub CAT-7)              | 100 metrów |
| 1000BASE-TX   | skrętka (CAT-6, CAT-7)                                 | 100 metrów |

### 1000BASE-CX
1000BASE-CX jest pierwszym standardem gigabitowego Ethernetu używającym do komunikacji specjalnego kabla miedzianego o maksymalnej długości 25 metrów.

### 1000BASE-LX
1000BASE-LX jest optycznym standardem sieci 1GigE, który używa długofalowego lasera (Patrz IEEE 802.3 klauzula 38) o fali od 1270 do 1355 nm i maksymalnej szerokości widma 4 nm.
1000BASE-LX może pracować na odległościach do 5 km przez światłowód 9 µm. W praktyce działa na znacznie dalszych odległościach. Wielu producentów gwarantuje pracę swoich urządzeń od 10 do nawet 20 km, pod warunkiem, że ich urządzenia używane są na obu końcach łącza. 1000BASE-LX może również działać na światłowodzie wielomodowym na odległość do 550 metrów.

### 1000BASE-SX
1000BASE-SX jest standardem sieci optycznych pracujących na wielomodowych światłowodach. Długość fali wynosi 850 nm. Maksymalna długość kabla przy zastosowaniu światłowodu wielomodowego 50 µm wynosi 550 m, a przy użyciu światłowodu wielomodowego 62.5 µm maksymalna długość to 200 m.

### 1000BASE-LH
1000BASE-LH jest niestandardowym, ale zaakceptowanym przez przemysł terminem oznaczającym gigabitowy Ethernet, który do transmisji używa fali o długości 1300 nm lub 1310 nm. Jest bardzo podobny do 1000BASE-LX, ale osiąga większe odległości nawet do 10 km przez światłowód jednomodowy. 1000BASE-LH jest zgodny wstecz z 1000BASE-LX.

### 1000BASE-ZX
1000BASE-ZX jest niestandardowym, ale zaakceptowanym przez przemysł terminem oznaczającym gigabitowy Ethernet, który do transmisji używa fali o długości 1550 nm i może być przesyłany na odległości co najwyżej 70 km przez światłowód jednomodowy.

### 1000BASE-T
1000BASE-T (znany również jako IEEE 802.3ab) jest standardem sieci Ethernet o przepustowości 1 Gb/s. Został opisany w 1999 roku w dokumencie IEEE 802.3ab. Oparta na nim sieć wykorzystuje jako medium skrętkę miedzianą UTP o kategorii co najmniej Cat5 zakończonej złączem 8P8C (potocznie choć błędnie nazywanym kablem RJ-45), a jej maksymalny zasięg wynosi 100 m. 1000Base-T wykorzystuje wszystkie 4 pary skrętki, jednocześnie nadając i odbierając sygnał na każdej parze, dzięki czemu możliwy jest full-duplex w obrębie jednej pary, tzw. dual-duplex.

### 1000BASE-TX
Organizacja TIA stworzyła i wypromowała wersję standardu 1000BASE-T, który był prostszy w implementacji nazywając ją 1000BASE-TX (TIA/EIA-854). Uproszczony układ mógł, w teorii, zmniejszyć koszty potrzebnej elektroniki przez używanie tylko dwóch par skrętki, jedna para do wysyłania i jedna do odbierania danych. Jednakże ten standard wymaga kabla kategorii co najmniej 6 i okazał się rynkową porażką spowodowaną znacznym spadkiem cen urządzeń obsługujących standard 1000BASE-T.